# فائله
فائله (ایتالیایی: Faele؛ ۷ ژانویه ۱۹۲۲ – ۱۲ آوریل ۱۹۸۱) نمایشنامه‌نویس اهل ایتالیا بود.
از فیلم‌ها یا مجموعه‌های تلویزیونی که وی در آن‌ها نقش داشته است، می‌توان به ناپلئون اشاره نمود.